# ВАЗ-2101
ВАЗ-2101 («Жигулі», «Копійка») — радянський задньопривідний легковий автомобіль з кузовом чотиридверний седан. Перша модель, випущена
Волзьким автомобільним заводом. На базі ВАЗ-2101 було створено так зване «класичне» сімейство автомобілів ВАЗ, яке знаходилося на конвеєрі до 17 вересня 2012 року.
Роки випуску 1970—1984. Коштував 5 600 крб..

## Історія

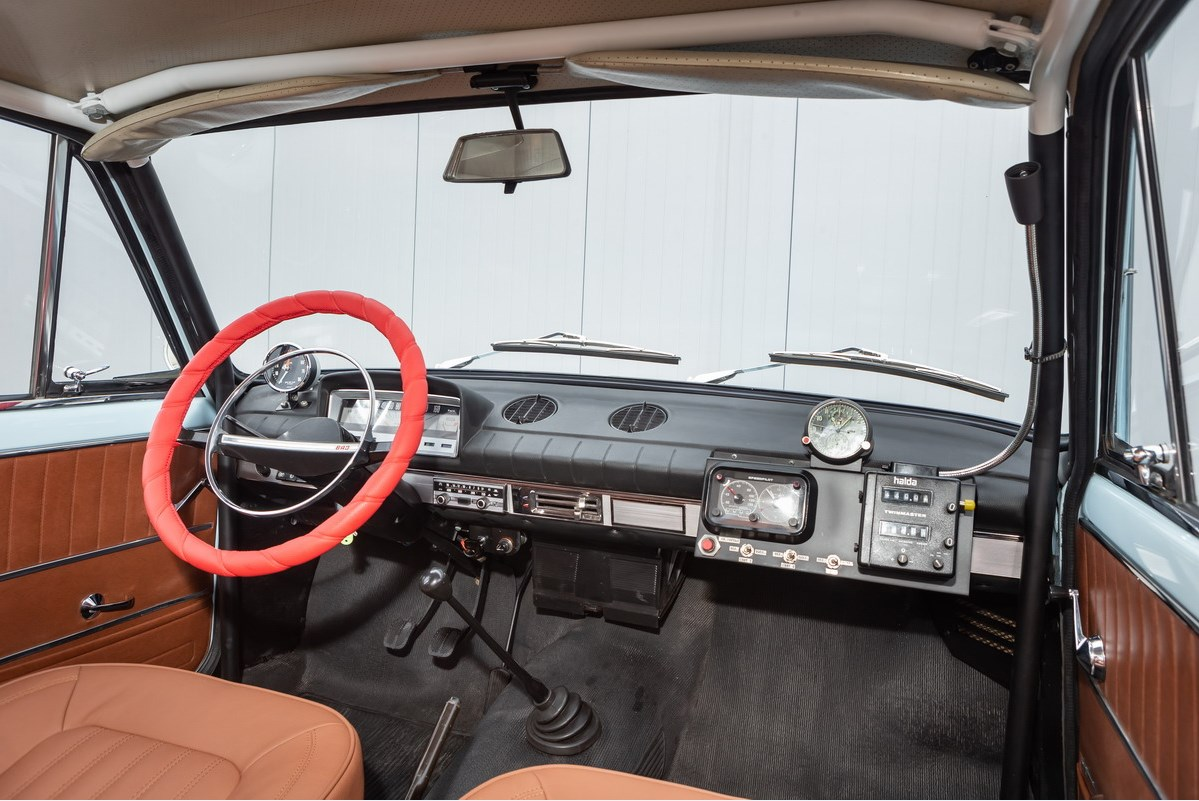
Салон

У середині 60-х СРСР гостро потребував сучасного «народного» автомобіля, який би задовольняв запити широких верств населення. Створити таку машину у короткі терміни радянський автопром не міг — у заводів не було перспективних розробок, готових стати на конвеєр. Єдиним виходом з положення була купівля ліцензії на виробництво іноземної моделі. Це рішення і було прийнято.
Влітку 1965 року до Москви приїхав президент «ФІАТ» професор Вітторіо Валлетта. За результатами перемовин між фірмою «ФІАТ» і Держкомітетом СРСР з питань науки і техніки було підписано попередню угоду про співпрацю. Трохи менше ніж за рік— 4 травня 1966 року— у Турині було підписано протокол про співпрацю фірми «ФІАТ» з Міністерством автомобільної промисловості СРСР. Одночасно готувалася і фінансова угода, згідно з якою італійський державний кредитний банк IMI (Instituto Mobilare Italiano) повинен був надати радянському Внешторгбанку цільовий кредит на закупівлю необхідного устаткування та інших витрат.
Будівництво заводу почалося у 1967 році. Рада Міністрів СРСР призначила заступника міністра автомобільної промисловості Полякова В. Н. генеральним директором заводу, що будувався, а головним конструктором ВАЗу В. С. Соловйова. Перша черга, розрахована на випуск 220 тис. автомашин щороку, почала діяти у 1970 році, а за декілька років загальна потужність заводу склала понад 640 тис. автомобілів щорік.
19 квітня 1970 року перша «копійка» зійшла з його конвейєра. Щоправда, масове виробництво автомобілів почалося лише у вересні. Усього того року було зібрано 21000 ВАЗ-2101. Автомобіль отримав торгову назву «Жигулі». З комерційної точки зору воно виявилося не ідеальним — для ряду іноземних мов було немилозвучним (нагадувало «жиголо», тобто «альфонс»). Експортний варіант ВАЗ-2101 назвали «Лада».

## Технічні зміни
Результатом наполегливої роботи великої групи випробувачів, інженерів, конструкторів стало понад 270 змін у конструкції машини.
ВАЗ-2101 від свого прототипу Fiat 124 відрізнявся посиленим чотиридверним кузовом седан «канонічних» контурів, досконалішим двигуном, зміненою трансмісією і ходовою частиною. По суті, ВАЗ-2101 і подальші модифікації були добре адаптованими до «радянських умов»: двигун отримав прогресивніше верхнє розташування розподільчого валу у головці блоку циліндрів. Кліренс збільшили на 3 см, підвіску переробили і підсилили. Інші вузли і агрегати пройшли повну «акліматизацію» до довгих радянських зим і місцевих особливостей експлуатації. Набагато кращу динаміку і просторіший салон, порівняно з «Москвичем», що вміщав п'ятьох осіб, багато покупців свого часу оцінили з гідністю.
Салон на час виробництва лише трохи модернізували. Інтер'єр був зроблений на рівні тих (70-х) років достатньо непогано, хоча вже на момент зняття з виробництва (1983 рік) вимоги до ергономіки посилилися, і за цими параметрами панель приладів і робоче місце водія слід визнати незадовільними.

## Модифікації

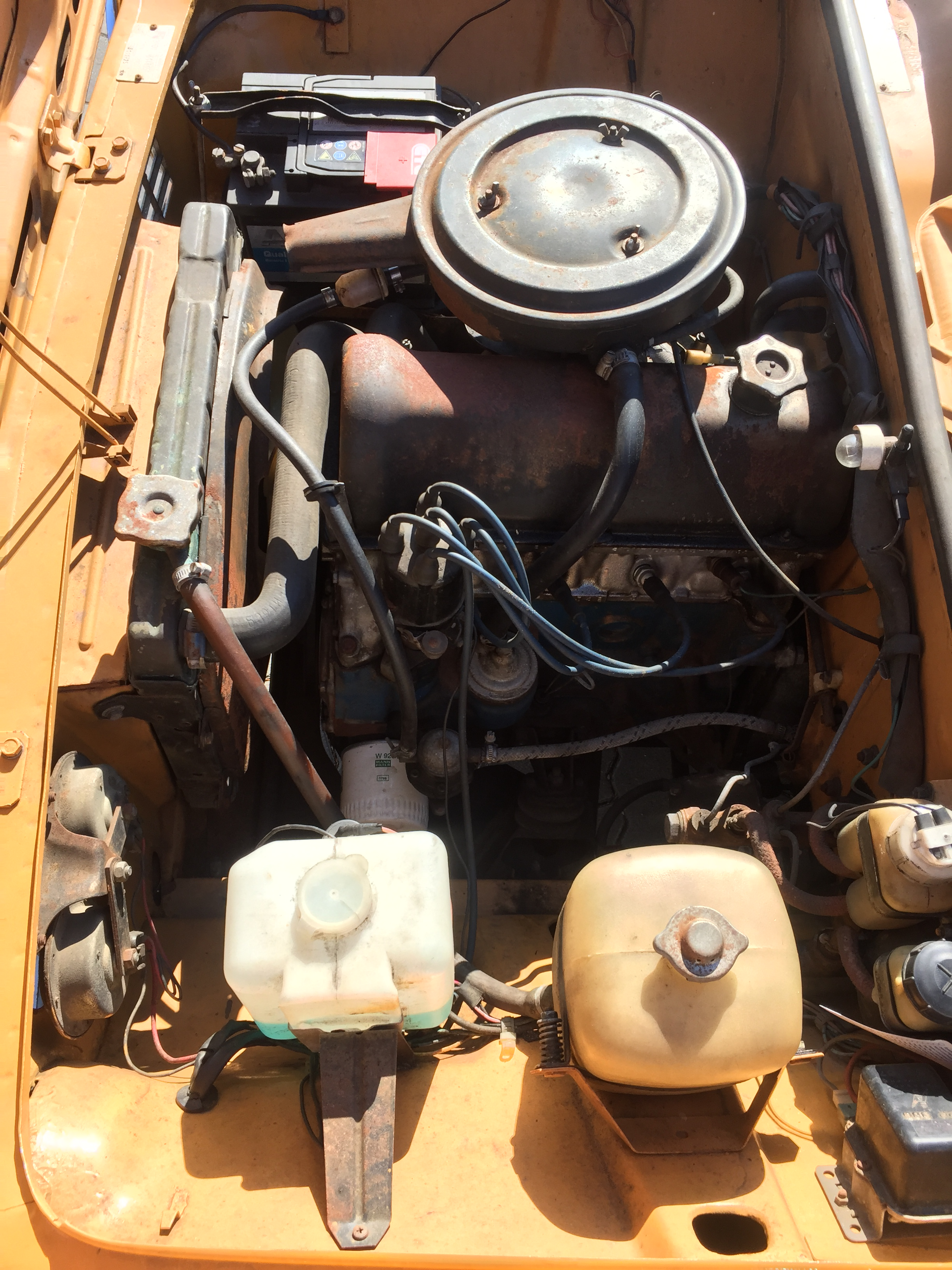
Двигун ВАЗ-2101

Масові:
- ВАЗ-2101 (1970—1983) — початковий варіант, двигун 1,2 л.;
- ВАЗ-21011 (1974—1981) — модернізований варіант з двигуном 1,3 л.;
- ВАЗ-21013 (1977—1988) — відрізняється від ВАЗ-21011 двигуном меншої потужності (робочий об'єм 1,2 л);

Малосерійні:
- ВАЗ-21016 — для міліції, двигун 1,5 л (від ВАЗ-2103), 71 к.с.;
- ВАЗ-21018 — роторний двигун ВАЗ-311 (1 секційний), 70 к.с.;
- ВАЗ-21019 — роторний двигун ВАЗ-411 (2 секційний), 120 к.с.;

Експортний варіант автомобіля називався Lada 1200. Понад 57 тис. автомобілів були відправлені до країн Соціалістичної співдружності — НДР, Чехословаччини, Болгарії, Угорщини і Югославії. Незабаром «Лади» з'явилися на дорогах ФРН, Франції, Великої Британії, Австрії, Швейцарії , Єгипту і Нігерії.
Виготовлення автомобіля ВАЗ 21011 було зупинено в 1981 році, а ВАЗ 2101 припинили випускати в 1983-му році. Далі стали виготовляти тільки модифікацію ВАЗ-21013.
На базі ВАЗ-2101 був створений також універсал ВАЗ-2102.

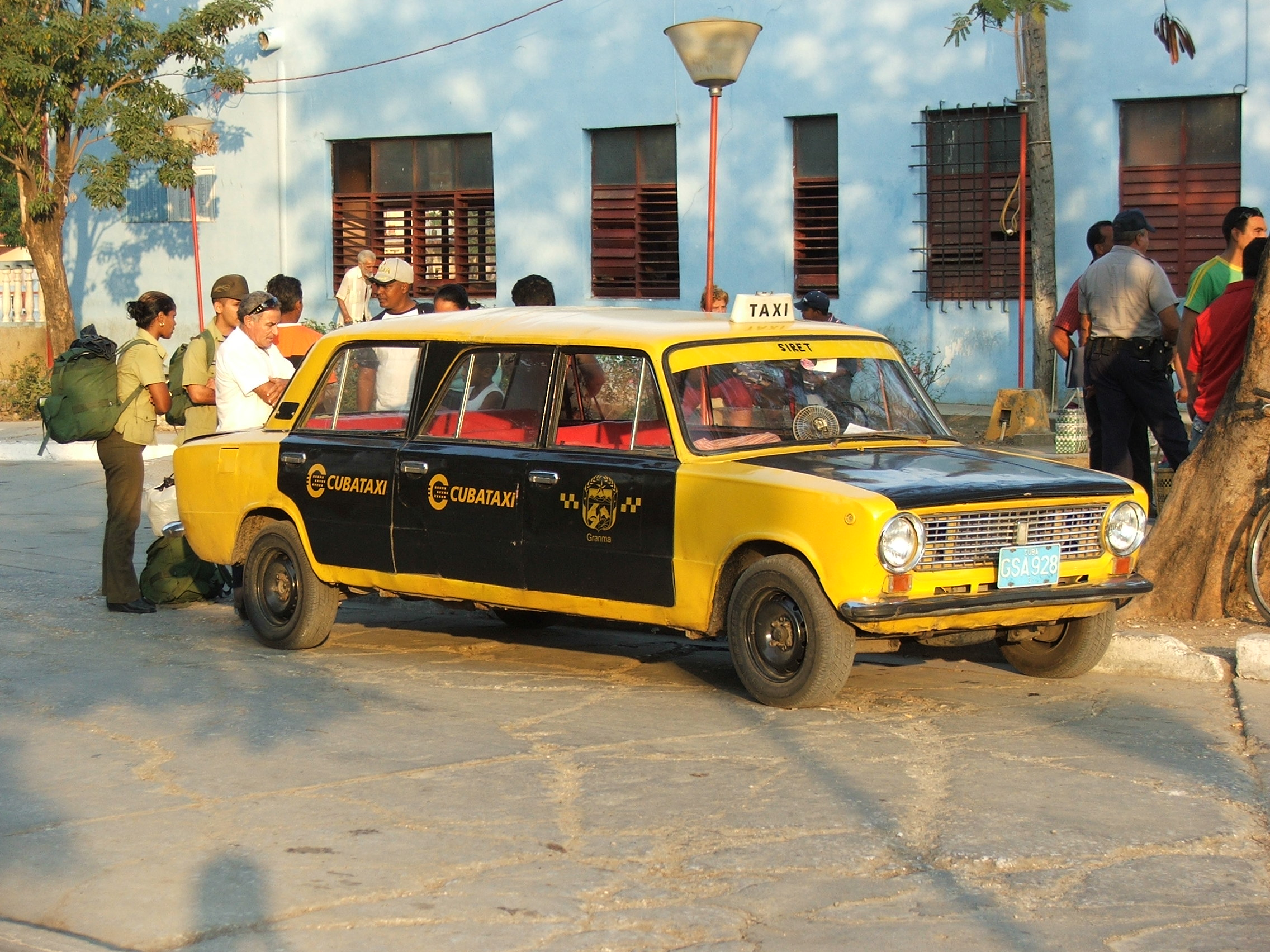
«Лімузин» ВАЗ-2101

Автомобіль ВАЗ-2101 став родоначальником цілого сімейства машин, зване «класика»:
- ВАЗ-2101
- ВАЗ-2102
- ВАЗ-2103
- ВАЗ-2104
- ВАЗ-2105
- ВАЗ-2106
- ВАЗ-2107

На Кубі практично на напівпромисловій основі виготовляються «лімузини» ВАЗ-2101, широко використовуються як маршрутні таксі.

## ВАЗ-21011/ВАЗ-21013

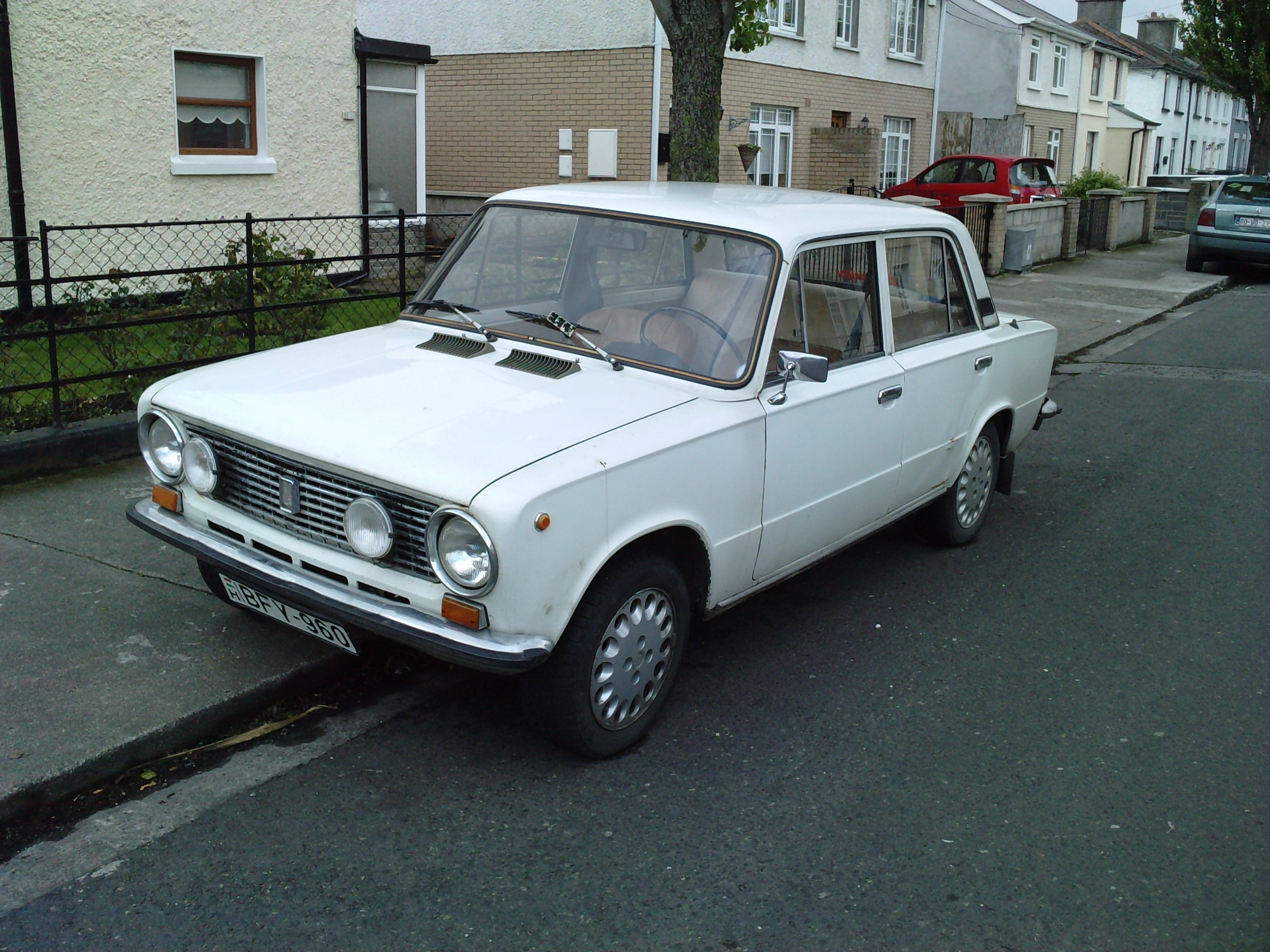
ВАЗ-21013

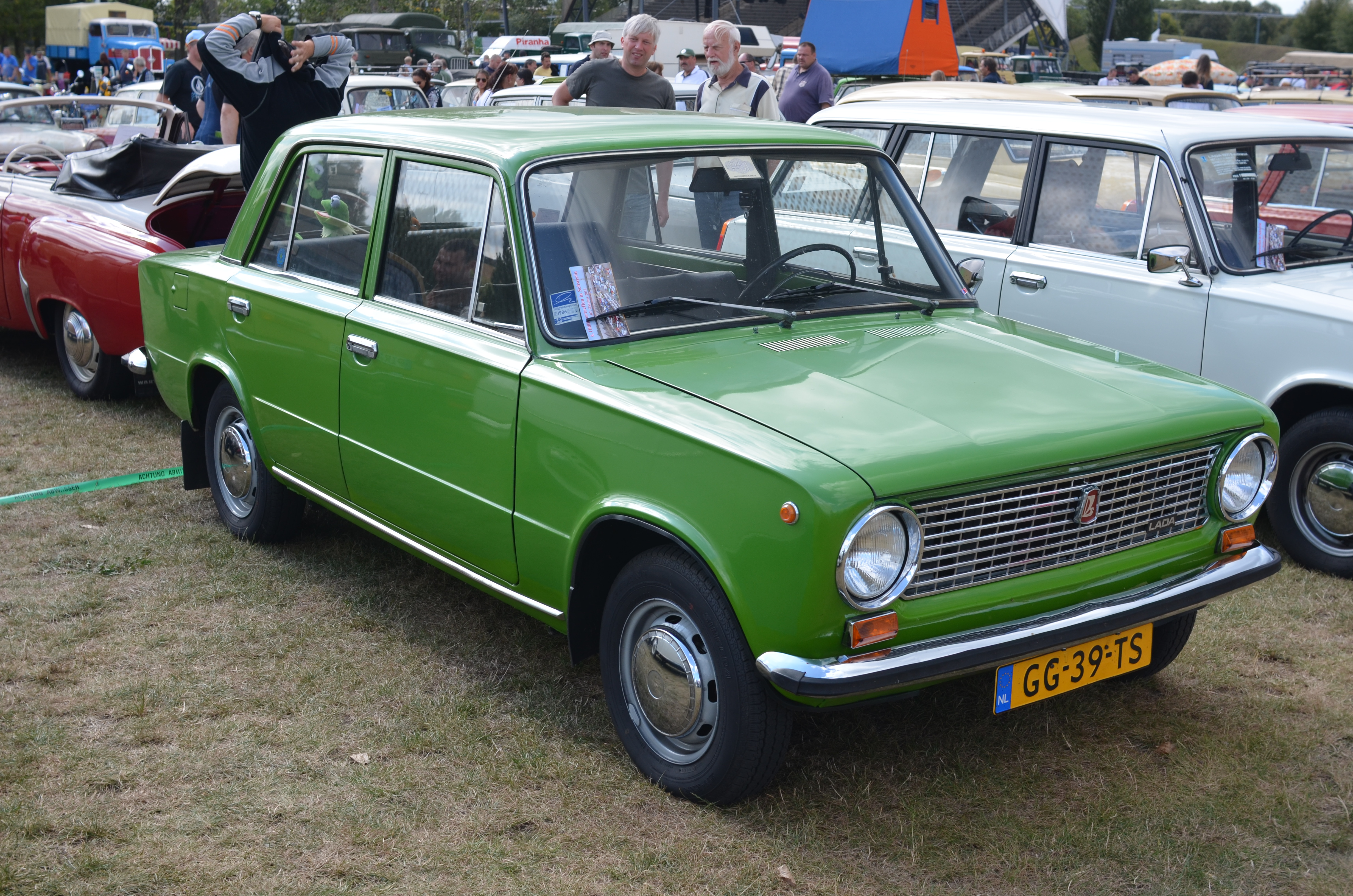
ВАЗ-21011

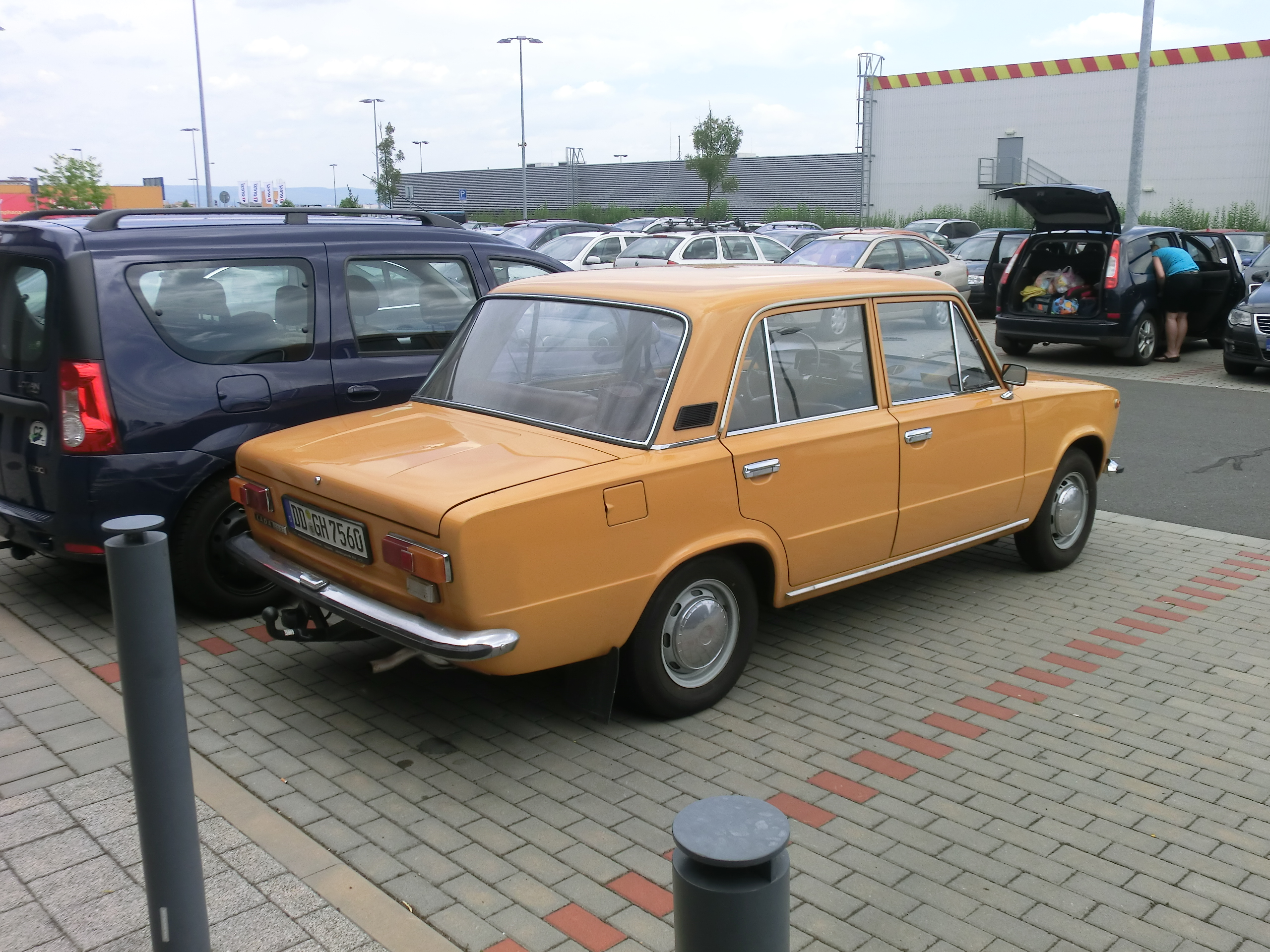
ВАЗ-21013

Основні зміни припали на модифікацію кузова 21011 (1974 рік), яка отримала зручніші передні сидіння і дещо змінені органи керування, а також попільнички, із задніх підлокітників перенесені безпосередньо на панелі дверей. На додаток до цього модифікація отримала потужніший 69-сильний двигун робочим об'ємом 1,3 л. Ці автомобілі оснащували іншими ґратками радіатора з частішою горизонтальною поперечиною, в нижній частині панелі передка з'явилися чотири додаткові вентиляційні прорізи. Бампери позбулися іклів і отримали натомість по периметру гумові накладки. На задніх стійках кузова з'явилися отвори примусової витяжної вентиляції салону, прикриті декоративними ґратками, стоп-сигнали і поворотники дооснастили відбивачами. З'явився сигнал заднього ходу.
Трьома роками пізніше (1977 рік) була представлена версія ВАЗ-21013 з кузовом 21011 і 1,2-літровим двигуном ВАЗ-2101. «Міліційну» модифікацію ВАЗ-21016 оснащували потужним 75-сильним (1,5 л) двигуном ВАЗ-2103.

## За кордоном

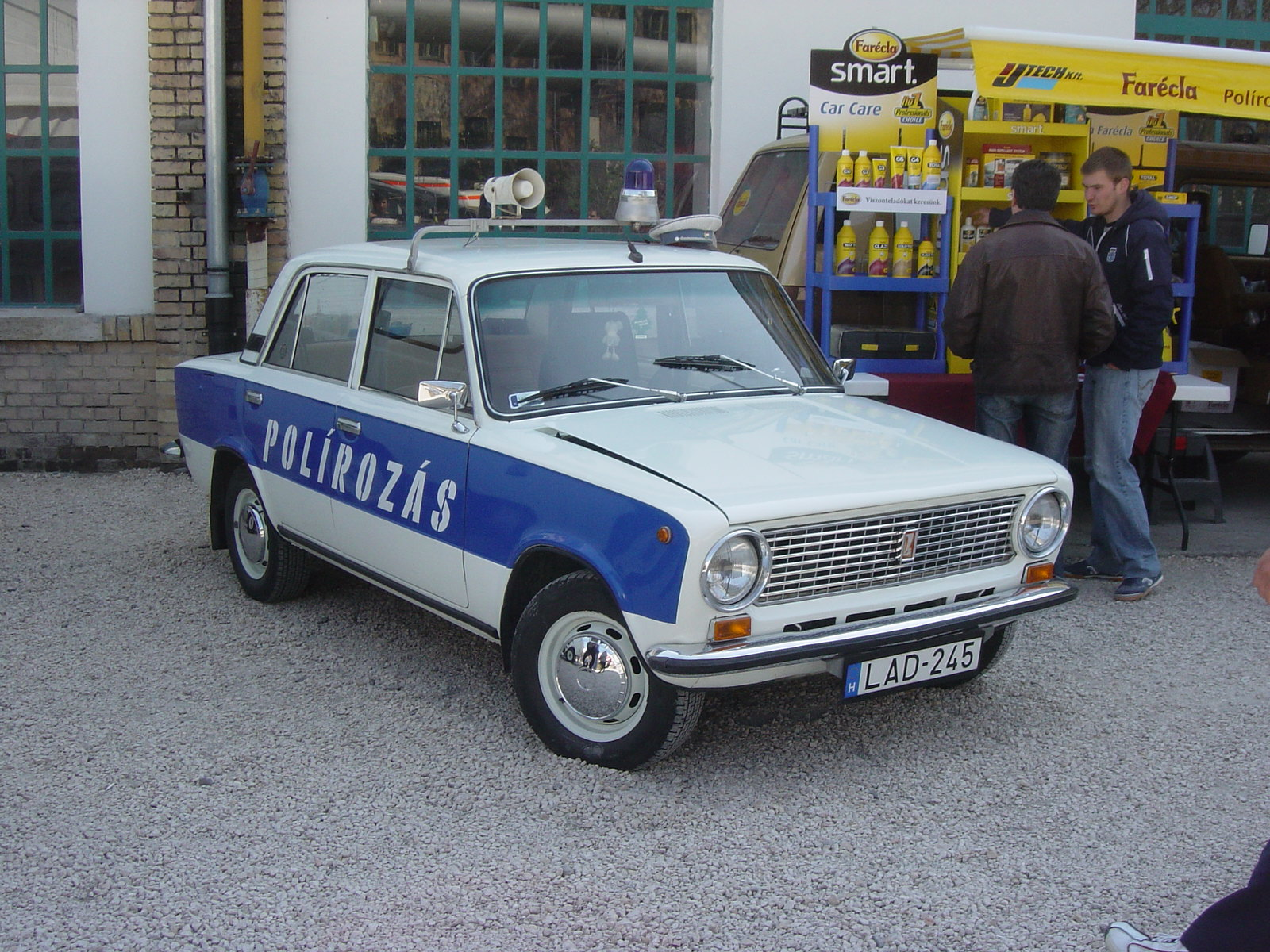
Lada 1300

Обрана для автомобіля назва «Жигулі» виявилася незвучною на багатьох європейських мовах, тому на експорт машини йшли під брендом «LADA». ВАЗ-2101 позначався як Lada 1200, ВАЗ-21011 — як Lada 1300.
Історія появи цього найменування по-суті, виявляється, неабияк забута не тільки вдячними нащадками, а й самими учасниками подій.
ВАЗ не мав права продавати свої машини на ринках, де Fiat 124 і його аналоги вже були представлені, тому масовий експорт тольяттінськіх автомобілів почався тільки в 1974 році, зі зняттям моделі з виробництва в Італії.
Як результат, у західних споживачів склалося набагато менш сприятливе враження про цю модель, яка сприймалася як один з багатьох «клонів» застарілого «Фіата» (подібні варіанти Fiat-124 випускалися в ті роки в Польщі, Туреччини, Південної Кореї, Іспанії і в цілому ряді інших країн), і економічна віддача від величезних витрат на будівництво Волзького заводу була дуже сильно відстрочена — хоча роль його продукції в масовій автомобілізації самого СРСР складно переоцінити.
Між тим, ВАЗ досить швидко витіснив вже застарілу (багато в чому — саме через брак фінансування на догоду ВАЗ) продукцію АЗЛК як головний товар радянського Автоекспорту. Автомобілі ВАЗ продавалися в багатьох країнах світу, в тому числі в Західній Європі та Канаді.
Тим не менш, автомобілі «LADA» були конкурентоспроможними на ринках західних країн переважно саме завдяки демпінговій ціні при досить багатому, для їх класу, оснащенні, а їхніми основними конкурентами були переважно або інші східно-європейські моделі, дуже схожий Fiat 125 P польської збірки, або моделі західного виробництва меншого розміру або гіршої комплектації. Наприклад, у середині сімдесятих LADA 1200 ES (ВАЗ-2101) коштувала у Великій Британії £ 1575, а порівнянні за розміром та обладнанням чотирьохдверні седани західного виробництва — не менше £ 2000.

## ВАЗ-2101 в кіно
Автомобілі ВАЗ-2101 неодноразово брали участь у зйомках фільмів на різних майданчиках країни. Цей автомобіль можна побачити у фільмах «Міміно», «Особливо небезпечний», «Інспектор ДАІ», «Брат», «Гітлер Капут» і багатьох багатьох інших.
У 2002 році під слоганом "Культова машина в круговерті пристрастей"у кінопрокат вийшов фільм Івана Диховичного «Копійка», в якому головну роль зіграв автомобіль ВАЗ-2101.
У 2008 році «Копійка» з'явилася і на західних екранах у бойовику «Wanted», знятим у Америці російським режисером Тимуром Бекмамбетовим.

## У сувенірній продукції

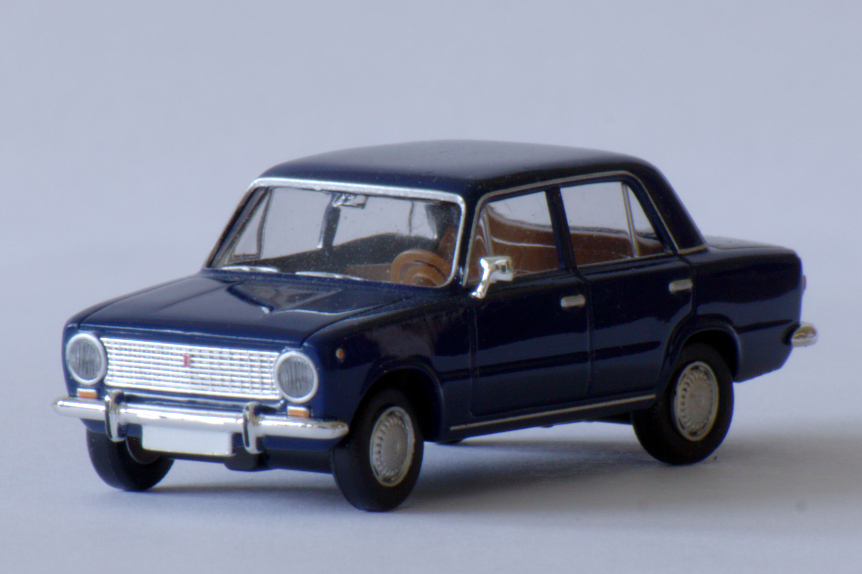
Ручна робота

- Модель автомобіля ВАЗ-2101 (А9) випускалася на заводі «Радон» з 1977 по 1987 р.
- 4 січня 2011 відбувся вихід моделі ВАЗ-2101 білого кольору в рамках серії «Автолегенди СРСР» під номером 25. Пізніше, в листопаді 2014 року вийшла модель ВАЗ-21011 пісочного кольору (випуск № 123). Також, у 2013 році, в рамках журнальної серії «Автомобіль на службі» вийшла модель автомобіля ВАЗ-2101 в кольорах ДАІ (випуск № 18).
- Існує також журнальна серія «Культові автомобілі Польщі» від видавництва «ДеАгостіні», де модель вийшла під номером 31. У ній присутня модель білого кольору ВАЗ-2101 в експортній комплектації.
- Компанія «Холдинг ІНКОТЕКС» (~1995-2008 рр. ТОВ Агат-М) випускає моделі в масштабі 1:43. На моделі «двірники» зроблені як на праворульних автомобілях (не зліва-направо, а навпаки). Зі штампом на днищі «Зроблено в СРСР, Made in USSR», напис на упаковці «Автомобілі Росії». Список деяких моделей: «ДАІ» (жовтий), «Ралі» (синій), «Навчальний» (білий), «Пошта Росії», «Стандарт» (зелений), «з багажником» (зелений, синій), «Таксі»(жовтий).